# Einkommensverteilung in Deutschland
| ≤ 30 30–34,9 35–39,9 40–44,9 | 45–49,9 50–54,9 55–59,9 60–64,9 keine Daten |

Abbildung 1. Gini-Koeffizient (in %) der Verteilung der verfügbaren Einkommen (Weltbank, 2018)

Die Einkommensverteilung in Deutschland betrachtet die Verteilung der Einkommen in Deutschland. Die personelle Einkommensverteilung betrachtet, wie das Einkommen einer Volkswirtschaft auf einzelne Personen oder Gruppen (z. B. Privathaushalte) verteilt ist. Bei der Deutung statistischer Daten ist die unterschiedliche Verwendung des Begriffs Einkommen zu beachten, weil dabei zwischen Bruttoeinkommen, Einkünften, zu versteuerndem Einkommen und Nettoeinkommen oder verfügbarem Einkommen unterschieden werden muss.
Im Jahr 2020 betrug der Gini-Koeffizient zur Messung der Ungleichheit des verfügbaren Einkommens in Deutschland 0,311. Von Mitte der 1990er- bis zum Beginn der 2000er-Jahre lag der Gini-Koeffizient unterhalb der aktuellen Werte (ca. 0,26). Bis 2005 stieg er auf das jetzige Niveau an.
Das durchschnittliche Nettoäquivalenzeinkommen betrug im Jahr 2019 26.105 Euro, die oberen 20 Prozent erzielten dabei das 4,9-fache Einkommen der unteren 20 Prozent.
In Deutschland gilt eine gerechte Einkommensverteilung gemeinsam mit einer geringen Vermögensungleichheit unter dem Aspekt der Verteilungsgerechtigkeit als eines der Ziele des Magischen Sechsecks der Wirtschaftspolitik.
In Deutschland gilt Mindestlohn, der 2020 9,35 Euro betrug und seit dem 1. Januar 2025 12,82 Euro beträgt.

## Methoden zur Darstellung

### Markteinkommen und verfügbares Einkommen
Es können zwei Arten der Einkommensverteilung voneinander unterschieden werden:
- Verteilung der Markteinkommen: Primäre Einkommensverteilung, d. h. Einkommen aus Erwerbstätigkeit, Geschäftstätigkeit, Vermietung, Kapital vor Steuern und Abgaben.
- Verteilung der verfügbaren Einkommen: Sekundäre Einkommensverteilung, d. h. nach direkten Steuern, Sozialabgaben und inklusive öffentlicher (z. B. Sozialhilfe, Arbeitslosengeld) und privater (z. B. Unterhalt) Transfers.

Der Vergleich beider Einkommensverteilungen lässt Rückschlüsse auf den Grad der Umverteilung durch den Staat zu.

#### Verfügbares Einkommen
Reiht man die Personen, deren verfügbares Einkommen untersucht wird, in einer Reihe nach der jeweiligen Einkommenshöhe auf, so ist das mittlere Einkommen das Einkommen, das in der Mitte der Reihe liegt. Das mittlere Einkommen ist gegenüber dem Durchschnittseinkommen robuster bezüglich statistischen Verzerrungen. Eine große Differenz zwischen mittlerem und durchschnittlichem Einkommen weist auf eine stark ungleiche Verteilung der Einkommen hin.
Das mittlere monatliche verfügbare Einkommen betrug in Deutschland 2013 pro Person 1.345 Euro, das monatliche mittlere Nettoäquivalenzeinkommen 1.957 Euro.
Die folgende Tabelle zeigt die Situation bei den monatlichen Nettoäquivalenzeinkommen der 39,3 Millionen deutschen Haushalte im Jahr 2013. In der oberen Zeile sind die Personen aufsteigend nach der Höhe des monatlichen Nettoäquivalenzeinkommens sortiert. Diese Personen wurden dann in 10-%-Gruppen eingeteilt (Dezile). Die untere Zeile zeigt die Höhe des Einkommens des jeweiligen Dezils. Die zweite Spalte bedeutet zum Beispiel, dass die untersten 10 Prozent im Mittel 826 Euro pro Monat verdienen. Und die letzte Spalte zeigt, dass die obersten 10 Prozent im Mittel 4.329 Euro verdienten.
| Anteil der Personen (%) an allen Personen | 10  | 20    | 30    | 40    | 50    | 60    | 70    | 80    | 90    | 100   |
| ----------------------------------------- | --- | ----- | ----- | ----- | ----- | ----- | ----- | ----- | ----- | ----- |
| Nettoäquivalenzeinkommen (€)              | 826 | 1.142 | 1.399 | 1.630 | 1.847 | 2.070 | 2.332 | 2.659 | 3.156 | 4.329 |

Die folgende Tabelle zeigt die Verteilung des Einkommens mit den anteilig erzielten Gewinneinnahmen und einer zusätzlichen Spalte der Top 1% Einkommen. Diese Spalte bedeutet, dass das oberste Einkommensprozent im Mittel 30.287 Euro pro Monat verdiente, insgesamt ein Einkommen von 209 Mrd. Euro erzielte, wovon 149 Mrd. Euro aus Gewinneinnahmen (z. B. aus Kapitaleinkünften) resultierten.
| Anteil der Personen (%) an allen Personen   | 10  | 20    | 30    | 40    | 50    | 60    | 70    | 80    | 90    | 100   | Top 1% |
| ------------------------------------------- | --- | ----- | ----- | ----- | ----- | ----- | ----- | ----- | ----- | ----- | ------ |
| Bruttoäquivalenzeinkommen (€ pro Monat)     | 749 | 1.096 | 1.385 | 1.670 | 1.976 | 2.342 | 2.740 | 3.254 | 4.074 | 8.406 | 30.287 |
| Bruttoeinkommen insgesamt (Mrd. €)          | 54  | 80    | 101   | 119   | 140   | 163   | 195   | 233   | 298   | 630   | 209    |
| davon Gewinn- und Kapitaleinkommen (Mrd. €) | 6   | 9     | 13    | 14    | 16    | 17    | 25    | 25    | 38    | 243   | 149    |

## Entwicklung der personellen Einkommensverteilung
Seit den 1990er Jahren nimmt die Ungleichheit der Einkommensverteilung in Deutschland zu. Während die Einkommen von Personen im oberen Spektrum seither stetig wachsen, nehmen Bezüge in der unteren Hälfte vorwiegend ab. Das heißt, die Hoch- und die Geringverdiener entfernen sich stark von dem mittleren Einkommensbezieher. Die Unternehmens- und Vermögenseinkommen legten im Trend zu, während die Masseneinkommen stagnierten und die niedrigen Erwerbseinkommen gesunken sind.
Die Einkommensungleichheit in Deutschland hat sich nach Angabe der OECD seit 1995 verstärkt und hat zwischen den Jahren 2000 und 2008 stärker zugenommen als in jedem anderen OECD-Land. Seit 2009 ist die Ungleichheit, gemessen am Gini-Koeffizienten (Erklärung im nächsten Abschnitt), nach den Daten von der OECD (2009: 0,288; 2016: 0,294) und Eurostat (2009: 0,291; 2017: 0,291) auf diesem Niveau ungefähr verblieben.
Gleichzeitig mit der Einkommensungleichheit steigt die Einkommensarmut.

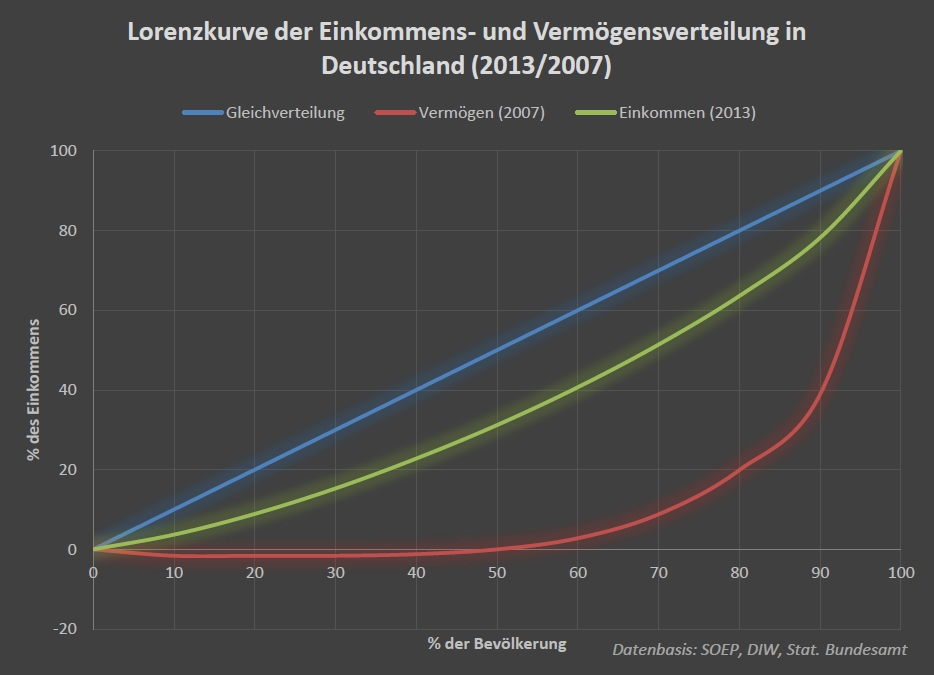
Abbildung 2. Lorenzkurve der Verteilung von Einkommen aus Arbeit (grün) in Deutschland im Verhältnis zur blauen Gleichverteilung auf Datenbasis des SOEP für 2005.

### Ursachen

#### Wirtschaftlich und demographisch
Die OECD sah 2008 folgende Ursachen für zunehmende Einkommensungleichheit in Deutschland:

„Die steigende Ungleichheit ist arbeitsmarktinduziert. Einerseits nahm die Spreizung der Löhne und Gehälter seit 1995 drastisch zu – notabene nach einer langen Periode der Stabilität. Andererseits erhöhte sich die Anzahl der Haushalte ohne jedes Erwerbseinkommen auf 19 % – den höchsten Wert innerhalb der OECD. Ebenso ist der Anstieg der Ungleichheit auf Änderungen in der Haushaltsstruktur zurückzuführen, wie etwa die Zunahme von Single-Haushalten und Alleinerziehenden. Trotz anhaltender staatlicher Umverteilung durch Steuern und Transfers erhöhte sich die Kluft zwischen reich und arm. Transfers sind weniger auf Personen mit geringeren Einkommen zielgerichtet als in anderen Ländern.“

#### Historisch
In Deutschland, wie auch in anderen Ländern Europas, ist das Einkommen unter anderem regional ungleich verteilt. Jörg Baten und Ralph Hippe kamen zu dem Ergebnis, dass ein Grund für diese regionalen Unterschiede innerhalb Europas die landwirtschaftlichen Strukturen im 19. Jahrhundert waren. Ausschlaggebend sei die Größe der Betriebe, welche wiederum von der Bodenbeschaffenheit beeinflusst wurde. In den kleineren Betrieben legten die Bauern größeren Wert darauf, dass ihre Kinder gebildet waren, da sie später den Hof übernehmen würden. Dies war u. a. typisch für Nord- und Nordwesteuropa um 1900. Waren Boden und Klima jedoch günstig für große Weizenfelder und somit Großgrundbesitz, entwickelten sich häufig politische Eliten. Diese wiederum verhinderten den Zugang zu Bildung für ländliche Arbeitnehmer. Die daraus resultierenden Bildungsunterschiede wirkten sich wiederum auf die allgemeine wirtschaftliche Entwicklung und somit auch auf die Einkommen aus.

#### Steuerlich
Nach Ansicht von Wissenschaftlern, die an einer Studie der Hans-Böckler-Stiftung beteiligt waren, begünstigte vorhergehende Steuerpolitik die zum Jahr 2016 hin angestiegene Ungleichheit. So hätten wohlhabende Haushalte von einer Senkung des Spitzensteuersatzes und einer Reform der Erbschaftssteuer profitiert, während ärmere Haushalte durch höhere indirekte Steuern weiter belastet würden.

#### Wirtschaftlich und steuerlich
Nach anderen Studienergebnissen seien die Ursachen für eine sich öffnende Schere für hohe Einkommen von den Ursachen für niedrige Einkommen zu unterscheiden. Während die Einkommensspreizung für niedrige Einkommen seit der Wiedervereinigung vor allem durch Merkmale des Arbeitsmarkts verursacht wurde, waren entscheidend für hohe Einkommen die (auch in anderen Industrieländern) zurückgegangene Steuerprogressivität. Das führte dazu, dass Haushalte und Unternehmen mit hohem Einkommen jetzt niedrigere effektive Steuersätze haben. Tatsächlich deutet eine Analyse des IWF von 2015 darauf hin, dass die steigende Konzentration des Einkommens vor Steuern an der Spitze in vielen Industrieländern auch mit sinkenden Spitzensteuersätzen zusammenhing: Je höher die Senkung des Spitzensteuersatzes, desto höher war für das Top 1 % die Zunahme des Einkommensanteils an einer Volkswirtschaft.
Eine Analyse des DIW kam zu einem ähnlichen Ergebnis. In den Jahren 2001 bis 2005 kam es im Rahmen der so genannten Steuerreform 2000 zu massiven Steuersenkungen bei der Einkommen- und Körperschaftsteuer. Vor allem durch die Senkung des Spitzensteuersatzes der Einkommensteuer und der Unternehmensbesteuerung sowie die gleichzeitige Erhöhung indirekter Steuern verschob sich die Steuerbelastung von 1998 bis 2015 massiv von den wohlhabenden und reichen privaten Haushalten zu den weniger wohlhabenden und armen Haushalten. Im Durchschnitt über alle Einkommensgruppen ist von 1998 bis 2015 die Steuerbelastung um 0,1 % gestiegen, speziell für die untersten 10 % der Einkommen um 5,4 % gestiegen, für die obersten 10 % um 2,3 % gesunken, für das Top 1 % der Einkommen ist die Steuerbelastung um 4,8 % gesunken.

#### Soziale Herkunft
In einer internationalen Studie unter Beteiligung des Instituts für Wirtschaftsforschung wurde untersucht, inwieweit soziale Faktoren wie der Bildungsabschluss der Eltern, deren Berufe und die Frage, ob es sich um Migranten handelt, zu Einkommensunterschieden beitragen. Demnach lassen sich in Deutschland 11,6 % der gemessenen Einkommensunterschiede nicht auf individuelle Anstrengung und Leistung, sondern auf Herkunft zurückführen.

## Verteilungsindikatoren

### Durchschnitts- und Medianeinkommen

Abbildung 3. Entwicklung der nominalen und realen Durchschnitts- und Medianeinkommen in Deutschland.

Das Medianeinkommen ist das Einkommen, bei dem es genauso viele Menschen mit einem höheren wie mit einem niedrigeren Einkommen gibt. Anders ausgedrückt, bei einer Aufteilung der Bevölkerung nach der Höhe ihres Einkommens in zwei gleich große Gruppen, würde die Person, die genau in der Mitte dieser Verteilung steht das Medianeinkommen beziehen. Das Medianeinkommen kann somit auch als mittleres Einkommen verstanden werden und unterscheidet sich ausdrücklich von der Kennziffer Durchschnittseinkommen, welches das arithmetische Mittel einer Einkommensart bezogen auf die Anzahl der Einkommensbezieher wiedergibt. In der Verteilungsanalyse wird das Medianeinkommen der Kennziffer Durchschnittseinkommen vorgezogen, weil es als robuster gegenüber Ausreißern einer Stichprobe angesehen wird:

„In den meisten Ländern ist die Verteilung der Einkommen geprägt durch viele Bezieher niedriger oder mittlerer Einkommen und wenige Bezieher sehr hoher Einkommen; ähnlich ist die Situation bei der Verteilung der Vermögen. Das arithmetische Mittel wird von den relativ wenigen Fällen sehr reicher Haushalte deutlich nach oben gezogen, und die große Mehrzahl der Haushalte liegt mit ihrem Einkommen oder Vermögen unterhalb dieses Durchschnittswerts. Um die Mitte der Verteilung besser zu kennzeichnen, wird bei Verteilungsanalysen der Median – zumindest ergänzend zum arithmetischen Mittel – herangezogen.“

Das reale Einkommen drückt, als ein Indikator für Kaufkraft, die Menge an Konsumgütern aus, die ein Konsument mit einem bestimmten nominalem Einkommen erwerben kann. Die realen Werte werden berechnet, indem die nominalen Einkommen bzw. die nominale Kaufkraft um einen Preisindex (z. B. das Preisniveau für Konsumgüterpreise) bereinigt/dividiert werden. Steigen die Preise der Konsumgüter, dann sinkt das Realeinkommen, weil man mit einem bestimmten Einkommen weniger Güter erwerben kann. Der Median des real verfügbaren Äquivalenzeinkommens misst, wie viel sich eine Person in der Mitte der Einkommensverteilung jährlich leisten kann und ist somit eine wichtige Größe zur Beurteilung des materiellen Wohlstandes.
In Abbildung 3. sind die Verläufe der nominalen und realen Durchschnitts- und Medianeinkommen im Zeitraum 1996–2018 dargestellt. Danach betrug das durchschnittliche verfügbare nominale jährliche Äquivalenzeinkommen in Deutschland im Jahr 2017 24.780 €. Das Medianeinkommen belief sich dagegen auf 21.920 €. Letztgenannte Kennziffer meint, dass 50 % der Haushalte ein Äquivalenzeinkommen von 21.920 € oder mehr im Jahr 2017 erwirtschaften konnten. Da die Durchschnittseinkommen die Medianeinkommen deutlich übersteigen, ist die Verteilung der nominalen verfügbaren jährlichen Einkommen rechts-schief. Die Betrachtung der zeitlichen Dimension offenbart für die unbereinigten nominalen Werte einen kontinuierlichen und parallel verlaufenden ansteigenden Trend der nominalen Durchschnitts- und Medianeinkommen ab dem Jahr 2007 bis zum aktuellsten Wert aus dem Jahr 2017. Bemerkenswert ist, dass dieser Trend unbeeindruckt von der Finanz- und Wirtschaftskrise 2008/2009 bleibt.
Die Bereinigung um den Harmonisierten Verbraucherpreisindex (HVPI) relativiert den kontinuierlichen wachsenden Trend im Zeitraum ab 2007 sehr stark. Im Gegensatz zu den unbereinigten Einkommen lässt sich nun eine längere Stagnationsphase der realen Mittelwert- und Medianeinkommen ab dem Jahr 2007 bis 2015 festhalten. In dieser Periode ist die Kaufkraft der Haushalte, trotz nominal höheren Einkommen nicht gestiegen. Erst ab dem Jahr 2015 ist wieder eine steigende Entwicklung der realen Einkommen, d. h. auch der Kaufkraft, zu verzeichnen. Dabei liegt auch hier das reale Medianeinkommen permanent unter den realen Mittelwerteinkommen und der Verlauf ihrer Graphen weist einen nahezu parallelen Verlauf im Beobachtungszeitraum auf.
Aus Abbildung 3. wird allerdings nicht ersichtlich, welche Einkommensklassen von dem Anstieg der realen Einkommen profitiert haben. Zu diesem Zweck müsste die Bevölkerung in zehn gleich große Gruppen nach Höhe des Einkommens (Dezile) aufgegliedert werden und für die jeweiligen Einkommensgruppen die Einkommenszuwächse im Zeitverlauf analysiert werden. Laut einer Studie des DIW haben im Zeitraum 1991 bis 2015 die acht oberen Dezile Einkommenszuwächse zwischen 5 % (3. Dezil) und 30 % (10. Dezil) erzielt. Bei den zehn Prozent der Personen mit den niedrigsten Einkommen, die monatlich im Durchschnitt real über rund 640 Euro verfügen, waren die Einkommen im Vergleich zum Jahr 1991 rückläufig bzw. haben im zweiten Dezil stagniert.
Mediannettoeinkommen in Deutschland von 1995 bis 2021 im Vergleich mit Österreich, der Schweiz und dem Durchschnitt der 27 EU-Mitgliedstaaten (2020).
Nachfolgend auch als ausklappbare Tabelle:
| Jahr | Deutschland | Österreich | Schweiz | EU27_2020 |
| ---- | ----------- | ---------- | ------- | --------- |
| 1995 | 13439       | 13971      | k. A.   | k. A.     |
| 1996 | 14523       | 14811      | k. A.   | k. A.     |
| 1997 | 14769       | 14375      | k. A.   | k. A.     |
| 1998 | 14393       | 14217      | k. A.   | k. A.     |
| 1999 | 14603       | 14379      | k. A.   | k. A.     |
| 2000 | 15339       | 15116      | k. A.   | k. A.     |
| 2001 | 15758       | 15288      | k. A.   | k. A.     |
| 2002 | k. A.       | k. A.      | k. A.   | k. A.     |
| 2003 | k. A.       | 15646      | k. A.   | k. A.     |
| 2004 | k. A.       | 16864      | k. A.   | k. A.     |
| 2005 | 16395       | 17758      | k. A.   | k. A.     |
| 2006 | 15646       | 17854      | k. A.   | k. A.     |
| 2007 | 17774       | 18156      | 27601   | k. A.     |
| 2008 | 18304       | 19413      | 26942   | k. A.     |
| 2009 | 18586       | 20469      | 28984   | k. A.     |
| 2010 | 18795       | 21058      | 30668   | 14546     |
| 2011 | 19043       | 21463      | 33799   | 14674     |
| 2012 | 19592       | 21807      | 39307   | 14937     |
| 2013 | 19545       | 22073      | 40690   | 14977     |
| 2014 | 19712       | 23211      | 38143   | 15114     |
| 2015 | 20644       | 23260      | 39518   | 15445     |
| 2016 | 21263       | 23694      | 44134   | 15880     |
| 2017 | 21906       | 24752      | 43663   | 16314     |
| 2018 | 22647       | 25176      | 42802   | 16856     |
| 2019 | 23504       | 25729      | 41167   | 17366     |
| 2020 | 25999       | 26555      | 42967   | 18335     |
| 2021 | 25018       | 27428      | k. A.   | 18414     |

### Gini-Koeffizient
Der Gini-Koeffizient ist ein oft verwendetes statistisches Standardmaß zur Messung der Ungleichheit einer Verteilung. Er eignet sich gut für die Bestimmung der Einkommensungleichheit und kann Werte zwischen 0 und 1 annehmen. Je höher der Wert, desto stärker ausgeprägt ist die gemessene Ungleichheit der Einkommen. Beispielsweise bedeutet ein Gini-Koeffizient von 0, dass alle verglichenen Personen genau das gleiche Einkommen haben. Ein Wert von 1 dagegen bedeutet, dass eine Person das gesamte Einkommen erhält und alle anderen nichts. Bei der Interpretation des Gini-Koeffizienten als Verteilungsmaß muss allerdings berücksichtigt werden, dass er Schwächen bei der Messung der Ränder einer Verteilung aufweist.

#### Im EU-Vergleich

Abbildung 4. Deutschlands-Gini im Vergleich mit den Nachbarländern Frankreich und Österreich sowie dem EU-27 Durchschnitt

Deutschlands Gini-Koeffizient lag noch von 2005 bis 2017 unter dem durchschnittlichen Wert der EU 27-Länder. Somit war in diesem Zeitraum die Einkommensungleichheit in Deutschland im EU-Vergleich durchschnittlich geringer (siehe Abbildung 4., erstellt auf der Grundlage von Eurostat-Daten). Als eine Erklärung für den im Vergleich zu EU-27 geringeren Gini-Koeffizienten kann das Sozialsystem dienen, welches über Steuern und Transfers die Ungleichheit bei den Markteinkommen deutlich reduziert. Dabei gilt die Faustregel, dass Sozialausgaben eine stark umverteilende Wirkung in Richtung der Niedrigeinkommen aufweisen, während das Steuersystem (Einkommensteuern, Sozialversicherungsabgaben, Konsumsteuern etc.) nur wenig zur direkten Umverteilung beiträgt.
Im Vergleich mit angrenzenden EU-Nachbarländern hatte Deutschland im Jahr 2018 mit einem Gini-Koeffizient von 31,1 die zweithöchste Einkommensungleichheit nach Luxemburg (33,2). Alle anderen EU-Nachbarländer haben einen niedrigeren Gini-Koeffizient zwischen 28,5 (Frankreich) und 24,0 (Tschechien).

#### Zeitlicher Verlauf
Wie aus Abbildung 4 ersichtlich wird, stieg der Gini-Koeffizient des verfügbaren Einkommens zwischen
Abbildung 4 lässt eine Niveauverschiebung der Höhe des deutschen Gini-Koeffizienten nach oben vermuten. Denn in den Jahren 2005 und 2006 wurden noch Koeffizienten unter 0,27 erreicht. Dagegen stieg der Koeffizient im Jahr 2007 auf über 0,30 und schwankte im späteren Verlauf im Intervall zwischen 0,28 und 0,31. Im Vergleich dazu erreichte im Jahr 2018 die Einkommensungleichheit mit einem Koeffizient von 0,311 ihren höchsten Stand seit 13 Jahren.
OECD-Daten lassen die Betrachtung eines längeren Zeitraums ab dem Jahr 1992 bis 2016 für den deutschen Gini-Koeffizienten der verfügbaren Einkommen in Deutschland zu. Abbildung 5. verdeutlicht einen Anstieg des Koeffizienten von 0,263 (1992) auf 0,297 im Jahr 2005. Dabei nahm die Einkommensungleichheit in Deutschland zwischen 2000 und 2005 schneller zu als in jedem anderen OECD-Land. Seit 2005 bleibt der Gini-Koeffizient auf etwa konstantem Niveau; eine Tendenz in Richtung des niedrigeren Niveaus von Mitte des früheren Jahrzehnts ist nicht zu erkennen.

Abbildung 5. Gini-Koeffizient nach verfügbaren Einkommen und Markteinkommen in Deutschland

Ähnlicher Verlauf ist auch für den Gini-Koeffizienten nach Markteinkommen, d. h. vor der Umverteilung durch den Staat, zu vermuten. Der nachvollziehbare Verlauf der Koeffizienten ab 2008 verläuft parallel zueinander. Damit stagniert die Nettoumverteilung, d. h. die Differenz aus Markteinkommen und den Einkommen nach Steuern und Transfers.
Der Gini-Koeffizient des Markteinkommens betrug im Jahr 2018 etwa 0,494; derjenige des verfügbaren Einkommens 0,289. Das verfügbare oder sekundäre Einkommen entspricht dem Markt- bzw. primären Einkommen zuzüglich der Renten und anderer Transferleistungen (z. B. Kindergeld, Krankengeld, Arbeitslosengeld) sowie geldwerter Vorteile abzüglich der geleisteten Einkommensteuern und Sozialbeiträge. Diese Werte wurden auf Basis des SOEP berechnet. Dies erklärt die Diskrepanzen zu den Eurostat-Werten in der Tabelle, welche auf EU-SILC basieren. Im Vergleich mit anderen Industrieländern gehört Deutschland damit im Bezug auf das Markteinkommen zu den Ländern mit leicht überdurchschnittlicher Ungleichheit. Hinsichtlich der Ungleichheit der verfügbaren Einkommen liegt Deutschland im Mittelfeld, weist aber unter den großen Volkswirtschaften den geringsten Wert auf.
| Tabelle 3. Einkommensteuerstatistik Deutschland | Tabelle 3. Einkommensteuerstatistik Deutschland | Tabelle 3. Einkommensteuerstatistik Deutschland | Tabelle 3. Einkommensteuerstatistik Deutschland |
| Jahr                                            | Gini-Koeffizient                                | Quantile                                        | Quelle                                          |
| ----------------------------------------------- | ----------------------------------------------- | ----------------------------------------------- | ----------------------------------------------- |
| 1995                                            | 0,422                                           | 18                                              | destatis                                        |
| 2004                                            | 0,453                                           | 22                                              | destatis                                        |
| 2014                                            | 0,532                                           | 22                                              | destatis                                        |

| Jahr                                          | Jahr                                          | 1985                                          | 2000                                          | 2005                                          | 2008                                          | 2009                                          | 2010                                          | 2011                                          | 2012                                          | 2013                                          | 2014                                          | 2015                                          | 2016                                          | 2017                                          | 2018                                          | 2019  |
| Gini-Koeffizienten nach verfügbaren Einkommen | Gini-Koeffizienten nach verfügbaren Einkommen | Gini-Koeffizienten nach verfügbaren Einkommen | Gini-Koeffizienten nach verfügbaren Einkommen | Gini-Koeffizienten nach verfügbaren Einkommen | Gini-Koeffizienten nach verfügbaren Einkommen | Gini-Koeffizienten nach verfügbaren Einkommen | Gini-Koeffizienten nach verfügbaren Einkommen | Gini-Koeffizienten nach verfügbaren Einkommen | Gini-Koeffizienten nach verfügbaren Einkommen | Gini-Koeffizienten nach verfügbaren Einkommen | Gini-Koeffizienten nach verfügbaren Einkommen | Gini-Koeffizienten nach verfügbaren Einkommen | Gini-Koeffizienten nach verfügbaren Einkommen | Gini-Koeffizienten nach verfügbaren Einkommen | Gini-Koeffizienten nach verfügbaren Einkommen |       |
| --------------------------------------------- | --------------------------------------------- | --------------------------------------------- | --------------------------------------------- | --------------------------------------------- | --------------------------------------------- | --------------------------------------------- | --------------------------------------------- | --------------------------------------------- | --------------------------------------------- | --------------------------------------------- | --------------------------------------------- | --------------------------------------------- | --------------------------------------------- | --------------------------------------------- | --------------------------------------------- | ----- |
| Gini-Koeffizient                              | Eurostat                                      | 0,260                                         | 0,270                                         | 0,260                                         | 0,302                                         | 0,291                                         | 0,293                                         | 0,290                                         | 0,283                                         | 0,297                                         | 0,307                                         | 0,301                                         | 0,295                                         | 0,291                                         | 0,314                                         | 0,297 |
| Gini-Koeffizient                              | OECD                                          | 0,255                                         | 0,264                                         | 0,297                                         | 0,287                                         | 0,288                                         | 0,286                                         | 0,291                                         | 0,289                                         | 0,292                                         | 0,289                                         | 0,293                                         | 0,294                                         | 0,289                                         | 0,289                                         |       |
| Gini-Koeffizient nach Markteinkommen          |                                               |                                               |                                               |                                               |                                               |                                               |                                               |                                               |                                               |                                               |                                               |                                               |                                               |                                               |                                               |       |
| Gini-Koeffizient                              | OECD                                          | 0,43                                          | 0,471                                         |                                               | 0,494                                         | 0,493                                         | 0,492                                         | 0,505                                         | 0,501                                         | 0,508                                         | 0,500                                         | 0,504                                         | 0,505                                         | 0,5                                           | 0,494                                         |       |

Zur Berechnung des Gini-Koeffizienten kann auch die Steuerstatistik herangezogen werden (Tabelle 3). In der Einkommensteuerstatistik des Statistischen Bundesamtes wurden im Jahr 1995 nur Angaben für Westdeutschland publiziert. Damals ergab sich daraus ein Gini-Koeffizient von 0,422 für alle auf 18 Quantile aufgeteilten positiven Brutto-Einkommen. Der vergleichbare Gini-Koeffizient lag für die 22 Quantile (untersuchten Gruppen) der Einkommensteuerstatistik für das ganze Bundesgebiet im Jahr 2001 bei 0,497 im Jahr 2003 bei 0,451 und im Jahr 2004 bei 0,453. Allerdings gibt es im untersten Quantil zwischen 2001 und 2004 eine Differenz von zwei Millionen Steuerpflichtigen. Veränderungen der Steuerstatistik nach Reformen können die Aussagekraft der Ungleichverteilungsberechnung aus der Steuerstatistik beeinträchtigen. Die Erhöhung der Zahl der Quantile von 18 auf 22 könnte zu einer Erhöhung der daraus errechneten Ungleichverteilungsmaße geführt haben, wenn damit Ungleichverteilungen zutage traten, die zuvor innerhalb der Quantile verborgen waren. Von hoher Intraquantil-Ungleichverteilung betroffen sind hier insbesondere die Quantile an den beiden Enden der Einkommensskala. Die Interquantil-Ungleichverteilung in den Quantilen in der Mitte ist sehr gering, was vermuten lässt, dass dort auch die Intraquantil-Ungleichverteilung klein ist.

### Top 10% Anteil am Nationaleinkommen
Abbildung 6. Der Anteil des oberen Dezils am Gesamteinkommen für Deutschland seit der Wiedervereinigung 1991 bewegt sich zwischen 20 % und 24 %.
Der Indikator Top-10%-Anteil beschreibt, welchen Anteil am gesamten nationalen Äquivalenzeinkommens das oberste Dezil (die 10 % der Bevölkerung mit dem höchsten verfügbaren Einkommen) besitzt. In Deutschland lag dieser Anteil 2009 bis 2016 knapp unter dem EU-27-Durchschnitt; seit 2019 knapp darüber. In Deutschland verfügten die reichsten 10 % der Bevölkerung im Jahr 2021 über 24,4 % der gesamten nationalen Äquivalenzeinkommen, während der EU-27 Durchschnitt bei 23,6 % lag.
Außerdem lassen sich aus Abbildung 6. die Auswirkungen der Weltwirtschaftskrise 2008/2009 auf die Einkommen der obersten 10 % nachvollziehen. Diese Entwicklung wurde 2012 von einem kurzen Anstieg des Anteils der Top 10 % unterbrochen. Ab 2016 war der Trend wieder rückläufig.
Anzumerken ist, dass die vorgestellten Zahlen einbehaltene Unternehmensgewinne, die nicht als Kapitaleinkommen ausgeschüttet werden, nicht berücksichtigen. Somit errechnet sich durch die geringeren Kapitaleinkommen von Unternehmenseigentümern ein geringerer Anteil. Dieser geringere Anteil wird auch als „Unternehmensschleier“ bezeichnet. Das DIW schätzt in eigenen Berechnungen einen stabilen Anteil am Volkseinkommen von ungefähr 40 % des obersten Dezils für die Jahre ab 2008 bis 2013. Plausibel wird der deutlich höhere Anteil nur durch die Unterschätzung des Top-Ein-Prozents der Einkommensverteilung. Diese Gruppe konnte insbesondere im letzten Jahrzehnt von einer steigenden Bedeutung von Exporten am Bruttoinlandsprodukt sowie dem zunehmenden Gewicht von Kapitaleinkommen gegenüber Lohneinkommen profitieren und ihre Anteile erhöhen.

## Ungleichheit nach Geschlecht

### S80/S20 Einkommensquintilverhältnis nach Geschlecht

Abbildung 7. S80/S20 Einkommensquantilverhältnis nach Geschlecht in Deutschland

Das Einkommensquantilverhältnis ist das Verhältnis des Gesamteinkommens von 20 % der Bevölkerung mit den höchsten Einkommen (oberstes Quintil) zum Gesamteinkommen von den 20 % der Bevölkerung mit den niedrigsten Einkommen (unterstes Quintil). Demnach werden bei diesem Indikator die Haushalte nach der Höhe ihres Einkommens gereiht und in Fünftel(Quintile) eingeteilt. Die Summe der Einkommen aus dem obersten Quintil, dividiert durch die Summe der Einkommen aus dem untersten Quintil, ergibt den Wert für das S80/S20-Verhältnis. Dabei indiziert ein Verhältnis von 3,0, dass die obersten 20 % über dreimal so viel Einkommen verfügen als die untersten 20 %. Je höher der Faktor des Einkommensquintilverhältnisses, desto ausgeprägter ist die Einkommensungleichheit. Als Schwäche des Indikators muss angemerkt werden, dass die Ungleichheit tendenziell unterschätzt wird, da die zugrundeliegenden Daten meist die einkommensreichsten Haushalte nur unzureichend abdecken.
Wie in der Abbildung 7. nach den Daten von Eurostat zu erkennen, übersteigt das S80/S20-Verhältnis von Frauen im Zeitraum 1995 bis 1999 die Werte für die Männer. Wegen fehlender Daten kann dann für den Zeitraum von 2001 bis 2004 keine Aussage über die Entwicklung der Kennzahl getätigt werden. Für den längeren Zeitraum ab 2005 bis 2017 übersteigt der Wert des Einkommensquintilverhältnisses der Männer den Wert für das Einkommensquintilverhältnisses der Frauen. Im Jahr 1995 lag das Verhältnis für Männer knapp unter 4,5 und für Frauen knapp über 4,5. Ein ähnliches Niveau wurde auch im Jahr 2017 erreicht, wobei nun das S80/S20-Verhältnis der Männer aktuell höher ist. Zu einem ähnlichen Ergebnis kommt auch die OECD, demnach hatte 2016 das einkommensstärkste Fünftel das 4,6 -Fache des Gesamteinkommens des untersten Fünftel. Im Jahr 2000 konnten nach Eurostat mit 3,5 für Frauen und 3,6 für Männer jeweils die niedrigsten Werte beobachtet werden. Im Zeitraum 2005 bis 2007 lassen sich starke Anstiege sowohl für Männer als auch Frauen auf Werte nahe 5 festhalten. Die ansteigende Tendenz wurde durch die Finanz- und Wirtschaftskrise 2008/2009 offensichtlich unterbrochen, wobei die geschlechterspezifischen Abstände in den Jahren 2008 und 2009 geringer ausfallen als in den Jahren zuvor. Im Zeitraum 2009 bis 2012 ist die Entwicklung für Männer und Frauen nicht einheitlich. Bei den Männern nimmt das S80/S20-Verhältnis von 2009 zu 2010 zu, bleibt dann 2010 und 2011 gleich und reduziert sich anschließend im Jahr 2012. Im Kontrast dazu, lässt sich für Frauen ein permanenter Rückgang ab 2010 bis 2012 festhalten. In diesem Zeitraum lassen sich auch die größten geschlechterspezifischen Abstände beobachten. Im Jahr 2014 kam es zu einem Anstieg auf das Maximum von 5,5 bei Männern und auf 5,0 bei Frauen. Seitdem ist ein bisher ununterbrochener Rückgang des Einkommensquintilverhältnisses für beide Geschlechter zu beobachten. Wobei die Einkommensungleichheit für Männer geringfügig höher ist als bei Frauen.
Als eine Erklärung für den steilen Anstieg der Einkommensungleichheit im Zeitraum 2005 bis 2007 können die Reformen der Institutionen am deutschen Arbeitsmarkt herangezogen werden. Insbesondere wurde seit den 1990er Jahren immer wieder behauptet, dass die hohe Arbeitslosigkeit eine Folge der geringen Flexibilität des Arbeitsmarktes, von zu hohen Lohnabschlüssen relativ zum Produktivitätswachstum und einer geringen Lohnungleichheit sei. Zusätzlich zu einer Tendenz der sinkenden Gewerkschaftsdichte und einer abnehmenden Tarifbindung wurde spätestens ab 2002 durch die Politik, im Rahmen der sog. „Hartz“-Gesetzen, die Ausweitung des Niedriglohnsektors gefördert. Schließlich dürfte die Einführung eines gesetzlichen Mindestlohns im Jahr 2015 eine Ursache für den Rückgang der Einkommensungleichheit bilden. Ursachen für die unterschiedlichen Entwicklungen des S80/S20-Koeffizienten von Männern und Frauen können möglicherweise in den geschlechterspezifischen Auswirkungen von Arbeitsmarktreformen, Wirtschaftskrisen und der Ausgestaltung von Konjunkturprogrammen gefunden werden.

### Der Gender-Pay-Gap

Abbildung 8. Gender-Pay-Gap in Deutschland und in EU-27 im Sektor Industrie, Baugewerbe und Dienstleistungen

Der Gender-Pay-Gap misst den Unterschied zwischen dem durchschnittlichen Fraueneinkommen in Relation zum durchschnittlichen Männereinkommen ausgedrückt in der Einheit Prozent. Der Gender-Pay-Gap ergibt sich gewöhnlich aus der durchschnittlichen Differenz zwischen den Bruttostundenlöhnen aller beschäftigen Männer und denen aller beschäftigten Frauen und wird berechnet als prozentualer Anteil am Verdienst der Männer. Dieser Indikator findet seine Verwendung für die Messung der Gleichstellung von Frauen und Männern am Arbeitsmarkt. Der Gender-Pay-Gap wird als ein Produkt einer Vielzahl von strukturellen Benachteiligungen angesehen, die auf dem Arbeitsmarkt vorgelagert sind (Bildungssystem, unbezahlte Arbeit, Unterbrechung aufgrund einer Geburt) aber auch zum Teil am Arbeitsmarkt selbst stattfinden (Arbeitsbewertung, Aufstiegschancen, Einkommensdiskriminierung). Unterschiedliche Werte für den Gender Pay Gaps ergeben sich dadurch, dass unterschiedliche Einflussgrößen berücksichtigt und verschiedene Methoden zur Bereinigung angewendet werden.
Abbildung 8. zeigt, dass der Gender-Pay-Gap in Deutschland in den Sektoren Industrie, Baugewerbe und Dienstleistungen (ohne den öffentlichen Sektor) deutlich über dem Gender-Pay-Gap des EU-27 Durchschnitts liegt. Im Vergleich zum EU-Schnitt weist Deutschland einen sehr hohen Wert auf. Er beträgt im Jahr 2017 20 %, während die EU 27-Länder im Durchschnitt einen Wert von 16 % erreichen. Außerdem lässt sich anhand der Abbildung feststellen, dass der Abstand zwischen Männern und Frauen tendenziell kleiner wird.
Als Gründe für diesen hohen Lohnunterschied in Deutschland kann die Höhe der Investitionen in Bildung (hierzu zählt auch die aufgewendete Zeit), die Berufswahl und unterschiedlichen Lebensentscheidungen herangezogen werden. So wirken sich z. B. die Jahre, welche eine Frau für Kindererziehung aufbringt, positiv auf den Gender-Pay-Gap aus. Dies erscheint intuitiv, da Frauen während dieser Zeit keine für den Berufsalltag notwendigen Weiterbildungsmaßnahmen unternehmen können. Gleichzeitig existiert ein hoher Lohnunterschied zwischen männlich und weiblich dominierten Berufsfeldern, was sich ebenfalls negativ auf den Lohnunterschied auswirkt. Eine Studie des DIW kommt zu dem Ergebnis, dass die Höhe des Gender-Pay-Gaps in Berufen mit hohem Anteil an Führungskräften und in Berufen, wo lange Arbeitsstunden überproportional entlohnt werden, besonders hoch ist. Auf der anderen Seite gibt es Berufe im öffentlichen Sektor, welche so gut wie keinen Gender-Pay-Gap aufweisen.

## Regionale Ungleichheit

Abbildung 9. Verfügbares Haushaltseinkommen nach NUTS-3-Regionen (Kreisebene) in Deutschland (2019)

### Regionale Verteilung des verfügbaren Einkommens
Deutschlands Regionen entwickeln sich unterschiedlich, was sich beim Haushaltseinkommen abbildet. Für das Jahr 2019 zeigt die Statistik Werte zwischen 17.015 und 42.275 € (pro Person und Jahr) für das durchschnittlich verfügbare Haushaltseinkommen. Wie in der Abbildung „Verfügbares Haushaltseinkommen nach NUTS-3 Regionen (Kreisebene) in Deutschland“ erkenntlich wird, befinden sich die einkommensschwächsten Regionen im Nordosten und einkommensreiche Regionen im südlichen Teil von Deutschland. Somit lässt sich ein starkes Gefälle bzw. eine starke Divergenz zwischen den alten und den neuen Bundesländern im Bezug auf die regionale Verteilung von verfügbaren Einkommen festhalten. Alle Regionen der neuen Bundesländer bleiben unter dem Medianwert und unter dem Mittelwert von 23.418 und 23.549 €. Die einkommensreichsten Regionen finden sich in den beiden südlichen Bundesländern Bayern und Baden-Württemberg. Das höchste durchschnittliche Haushaltseinkommen erreicht der Stadtkreis Heilbronn mit 42.275 €. Westdeutsche Regionen sowie nordwestdeutsche Regionen bleiben mit ihren Werten in der Nähe des Medians und des Mittelwertes.
Abbildung 9. verdeutlicht, dass die Ost-West-Spaltung bei den Einkommen deutlich sichtbar auf der Landkarte im Jahr 2019 fortbesteht. In einer Pressemitteilung der Hans-Böckler-Stiftung heißt es, dass regionale Einkommen in einigen Kreisen höher als in Luxemburg, in anderen auf dem Niveau von Korsika liegen würden. Trotz sichtbarer Unterschiede kann eine langsame Annäherung zwischen den beiden Landesteilen beobachtet werden, da die realen Einkommenszuwächse (nach Abzug der Preissteigerungen) zwischen 2000 und 2016 in Ostdeutschland höher waren als in Westdeutschland. So lag, nach Angaben der gewerkschaftsnahen Stiftung, das durchschnittliche Pro-Kopf-Einkommen zur Jahrtausendwende noch bei 81,5 Prozent des Westniveaus, während es 2016 knapp 85 Prozent betrug. Bei einer ausschließlichen Betrachtung von Westdeutschland lässt sich ein leichtes Nord-Süd-Gefälle, mit wohlhabenderen Regionen in Bayern und Baden-Württemberg, erkennen. In diesen Regionen ist der Anteil an Industrie am höchsten, der wiederum mit einem höheren verfügbaren Einkommen korreliert. Der regionalen Einkommensausgleich erfolgt meist über die Einkommensbesteuerung und Sozialtransfers. Außerdem werden Einkommensunterschiede zwischen den Regionen in erheblichen Maße durch das Pendeln der Arbeitnehmer ausgeglichen.
| Minimum | 1. Quartil | Median | Mittelwert | 3. Quartil | Maximum |
| ------- | ---------- | ------ | ---------- | ---------- | ------- |
| 17.015  | 20.454     | 23.418 | 23.549     | 24.221     | 42.275  |

Die Kreise und kreisfreien Städte mit den höchsten mittleren Bruttolöhnen von Vollzeit-Arbeitnehmern gab es 2019 in Wolfsburg (5.089 Euro), Ingolstadt (5.004 Euro) und Erlangen (4.907 Euro). Die niedrigsten mittleren Löhne in Görlitz (2.380 Euro), dem Erzgebirgskreis (2.390 Euro) und dem Saale-Orla-Kreis sowie dem Altenburger Land (jeweils 2.420 Euro).
Die höchsten monatlichen verfügbaren Pro-Kopf-Einkommen gab es 2016 mit 2.916 Euro im Landkreis Starnberg und im Landkreis Heilbronn mit 2.697 Euro, den niedrigsten in Gelsenkirchen mit 1.350 Euro.

### Regionale Armutsgefährdung

Abbildung 10. Von Armut und sozialer Ausgrenzung bedrohte Bevölkerungsgruppen in Deutschland für das Jahr 2017 nach NUTS-2 Regionen.

Ein ähnliches Bild wie bei der regionalen Verteilung der verfügbaren Haushaltseinkommen ergibt sich auch bei der Betrachtung der von Armut und sozialer Ausgrenzung bedrohten Bevölkerung. In Regionen mit höheren verfügbaren Haushaltseinkommen ist die Armutsgefährdung grundsätzlich geringer. Der Anteil der Bevölkerung, der von Armut und sozialer Ausgrenzung bedroht ist, liegt zwischen 13 % im wirtschaftlich stärkeren Süden und 28 % in Bremen, Mecklenburg-Vorpommern und Berlin. Für ganz Deutschland liegt der Wert bei 19 % (im Jahr 2017).
Die Hans-Böckler-Stiftung sieht auch nach über 25 Jahren nach der Wiedervereinigung ein Muster der höheren Armutsquoten in Ost- und Westdeutschland. Trotzdem würde der Abstand zwischen den neuen und alten Bundesländern allmählich geringer werden, was sowohl auf die steigende Einkommensarmut in Westdeutschland, aber auch auf die in den letzten Jahren deutlich sinkende Armutsquote in Ostdeutschland zurückzuführen sei.
| Minimum | 1. Quartil | Median | Mittelwert | 3. Quartil | Maximum |
| ------- | ---------- | ------ | ---------- | ---------- | ------- |
| 13,30   | 16,95      | 19,55  | 19,21      | 21,40      | 28,50   |

Ein anderer Armutsgefärdungsfaktor ist die Kaufkraftarmut, hierbei wird der nationale Einkommensarmutsschwellenwert an das Preisniveau der Region angepasst. „Eine Berücksichtigung der unterschiedlichen Preisniveaus führt zu einer deutlichen  Veränderung  der  Armutslandkarte. [...] Deutlich verschärft hat sich dagegen das Stadt-Land-Gefälle. Die Stadtstaaten stehen nun geschlossen am Ende des Rankings, jeder Fünfte bis jeder Vierte ist dort kaufkraftarm.“

## Sonstige Statistik

### National

Abbildung 11. Verteilung der Bruttoeinkommen in Deutschland 2014 (Arbeitnehmer)

Abbildung 12. Verteilung der zu versteuernden Einkommen in Deutschland 2014 (Personen nach Grundtarif)

Abbildung 13. Verteilung der zu versteuernden Einkommen in Deutschland 2014 (Paare nach Splittingtarif)

Das Statistische Bundesamt ermittelt in zahlreichen Untersuchungen, die in regelmäßigen Abständen wiederholt werden, das Einkommen der Bevölkerung. Namentlich sind dies die alle fünf Jahre gezogene Einkommens- und Verbrauchsstichprobe (EVS) und die Laufenden Wirtschaftsrechnungen (LWR), die in den übrigen Jahren erstellt werden. Hinzu kommt die vierjährliche Verdienststrukturerhebung (bis 2006 in unregelmäßigen Abständen als Gehalts- und Lohnstrukturerhebung, kurz GLS). Monatliche Einkommen über 18.000 € bleiben dabei unberücksichtigt. Auf der Verdienststrukturerhebung basierend bietet das Statistische Bundesamt seit Ende Oktober 2020 einen interaktiven Gehaltsvergleich an, mit dem der geschätzte Durchschnittsmontatsverdienst je nach Beruf, Branche, Abschluss, Alter, Betriebszugehörigkeit, Bundesland und Geschlecht bestimmt werden kann.
Die in Zusammenarbeit mit den Ländern jährlich erstellte Lohn- und Einkommensteuerstatistik (vor 2012 dreijährlich) als Vollerhebung erfasst auch Einkommen über 18.000 €. Dabei wird zwischen Bruttoeinkommen, Einkünften und zu versteuernden Einkommen unterschieden.
Die IAB-Beschäftigtenstichprobe (IABS) der Bundesagentur für Arbeit besteht seit 1975 und veröffentlicht auch Mikrodatensätze, die regionale Daten beinhalten. Die Datensätze enthalten Studien auf Basis von Tagesverdiensten von Vollzeitbeschäftigten. Selbstständige, Beamte, Teilzeit- und Niedriglohnbeschäftigte werden bei der IABS nicht erfasst.
Das Sozio-oekonomische Panel (SOEP) ist eine Panel-Befragung, die seit 1984 vom Deutschen Institut für Wirtschaftsforschung durchgeführt wird. Es publiziert Stundenlöhne von Arbeitnehmern aller Gruppen und ergänzt diese mit zahlreichen sozioökonomischen Detailinformationen. Nachteilig ist der relativ geringe Stichprobenumfang.
Das Institut Arbeit und Qualifikation der Universität Duisburg-Essen unter dem Titel Sozialpolitik aktuell Tabellen und Grafiken unter anderem zur Einkommensverteilung. Dabei werden diverse der zuvor genannten Erhebungen ausgewertet und zusammengefasst.
Laut einer nicht repräsentativen Umfrage aus Anfang 2020 bewertet die Mehrheit der Befragten (75 %) die Einkommensverteilung in Deutschland negativ: 28 % halten die Verteilung für eher nicht gerecht, 47 % für auf gar keinen Fall gerecht. Das Ausmaß der negativen Bewertung unterscheidet sich dabei je nach Parteipräferenz und reicht von 48 % bei Anhängern der FDP bis hin zu 94 % der Wähler der Linken.

### International
Die Employment statistics database der OECD ist die Grundlage des jährlich veröffentlichten OECD Employment Outlook. Sie enthält einen großen Datenbestand über Arbeitsmarktergebnisse der OECD-Länder.
Ergebnisse einer europaweiten Verdienststrukturerhebung wurden von dem European Structure of Earnings Survey (SES) bereits 1995 veröffentlicht. Das SES setzt sich aus nationalen statistischen Ämtern zusammen und wertet Daten aus 27 Mitgliedsstaaten der Europäischen Union und zwei Ländern der Europäischen Freihandelszone (EFTA) aus.
Die Internationale Arbeitsorganisation (ILO) stellt ihr Wissen im Arbeitsbereich in der LABORSTA Datenbank mit umfangreichen Arbeitsmarktstatistiken zur Verfügung.
Für weltweit erhobene Daten die World Income Inequality Database (WIID) des World Institute for Development Economics Research (WIDER) der United Nations University (UNU).